# Taya
Taya là một đô thị thuộc tỉnh Sétif, Algérie. Dân số thời điểm năm 2002 là 9.346 người.